# Contrappunto

Estratto dalla Fuga n. 17 in la bemolle maggiore, BWV 862, dal I libro del Clavicembalo ben temperato di Johann Sebastian Bach

Contrappunto, nella terminologia musicale, sta a indicare:
1. la presenza, in una composizione o in una sua parte, di linee melodiche indipendenti che si combinano secondo regole tramandate dalla tradizione musicale occidentale;
2. la parte della teoria musicale che studia queste regole.

L'espressione si riferisce alla pratica di contrapporre a un cantus firmus, cioè a una voce avente una melodia tratta dal canto gregoriano ed esposta lentamente, una nuova melodia, secondo regole che si andarono sviluppando nel corso della storia della musica e che giunsero a maturazione nel XVIII secolo. La nuova melodia era creata con un'idea imitativa, ovvero doveva avere caratteristiche che ricordassero il cantus firmus.
Nella scrittura contrappuntistica lo scopo principale che si vuole ottenere è l'indipendenza melodica delle varie parti della composizione che, ad esempio, possono essere in relazione tra loro anche attraverso procedimenti imitativi. Nel contrappunto l'effetto di accordo dato dal sovrapporsi delle diverse voci è in un certo senso incidentale. In primo luogo, infatti, il contrappunto si concentra sull'aspetto melodico piuttosto che sull'effetto armonico.
Il termine deriva dal latino punctus contra punctum, ovvero nota contro nota (punctum è il termine del latino medievale equivalente al nostro termine "nota").

## Principi generali
Il contrappunto generalmente comprende linee musicali indipendenti, anche molto diverse tra loro. Il contrappunto si focalizza sull'interazione melodica delle linee musicali, e solo secondariamente sulle nuove armonie prodotte dall'interazione delle stesse. Nelle parole di John Rahn:

## Sviluppo
Esempi di generi correlati sono il round (anche nella tradizione folk, dove tre o più voci cantano esattamente la stessa melodia ma iniziando in momenti diversi, un tipo di ripetizione), il canone e la fuga.

## Storia
Il contrappunto, inteso come disciplina regolata, nasce in occidente attraverso la pratica dell'organum, ma fatti contrappuntistici possono essere rilevati ogni qualvolta si ascoltano più linee melodiche in rapporto tra loro; lo sviluppo e l'evoluzione del contrappunto è rintracciabile nelle musiche di matrice europea.
In ogni epoca la scrittura di musica in contrappunto è stata soggetta a regole spesso molto rigide. Il contrappunto si è sviluppato durante il tardo Medioevo e il Rinascimento ed è stato dominante nei periodi successivi, caratterizzando in particolar modo la musica barocca.
La stessa parola "contrappunto" si riferisce alla pratica di contrapporre a un cantus firmus, cioè ad una voce avente una melodia tratta generalmente dal canto gregoriano ed esposta a valori larghi, una nuova melodia, secondo regole che si andarono sviluppando via via nel corso della storia della musica e che giunsero a maturazione, partendo dalla polifonia organale dell'XI secolo e passando per le mutazioni delle consonanze, delle dissonanze e all'individuazione di più parti autonome, nel XVI secolo.
La polifonia, a partire dall'Ars Antiqua in avanti, si corredò via via di consigli, più che di regole, seguendo i quali si poteva dar vita a una composizione veramente polifonica, nel senso che tutte le voci dovevano essere assolutamente indipendenti l'una dall'altra. In questo senso nel corso del XVI secolo i compositori toccarono il vertice di questa concezione, fornendo il modello per le generazioni successive. L'uso sapiente e misurato degli artifici contrappuntistici è riassumibile a titolo di esempio nelle opere di Palestrina, Marenzio, Orlando di Lasso, Carlo Gesualdo e Claudio Monteverdi. In questo periodo la tecnica contrappuntistica si allontanò dalla visione cosiddetta orizzontale a favore di un modello armonico-verticale della composizione.
Esempio magistrale dell'uso del contrappunto in epoca barocca può essere considerata tutta l'opera di Johann Sebastian Bach, in particolare L'arte della fuga e il Clavicembalo ben temperato.

### Il contrappunto dellespecies
Il contrappunto delle species generalmente offre meno libertà al compositore rispetto ad altri tipi di contrappunto, ed è quindi chiamato "contrappunto stretto". Questo tipo di contrappunto fu sviluppato come mezzo pedagogico nel quale gli studenti progredivano attraverso varie species o "serie" di complessità crescente, con una parte molto semplice che rimaneva costante (da qui il termine cantus firmus ossia melodia fissa). Lo studente gradualmente acquisiva l'abilità di scrivere liberamente in contrappunto (ossia senza un cantus firmus). L'idea nacque almeno nel 1533, quando Giovanni Maria Lanfranco descrisse un concetto simile nel suo Scintille di musica (Brescia, 1533). Il teorico veneziano del XVI secolo Gioseffo Zarlino la elaborò ulteriormente nel suo influente Le istituzioni armoniche (Venezia, 1558) e infine fu per la prima volta formalizzata nel libro di Ludovico Zacconi Prattica di musica (1619). Zacconi, al contrario di teorici successivi, incluse qualche tecnica 'extra' come il contrappunto invertibile.
Nel 1725 fu pubblicato a Vienna il celeberrimo trattato a dialogo Gradus ad Parnassum del teorico e compositore austriaco Johann Joseph Fux. Quest'opera ebbe ampi riconoscimenti tra i contemporanei di Fux e fu utilizzata come trattato fondamentale per l'apprendistato dei compositori delle generazioni successive. Il merito di Fux risiede nella sua capacità di aver saputo codificare nel modo più sistematico le basilari tecniche contrappuntistiche ripartendole in varie fasi (le cosiddette species) che procedono progressivamente dal semplice al complesso. La maggior parte dei teorici successivi si ispirò molto da vicino al lavoro di Fux, a volte con qualche modificazione idiosincratica. Di seguito le cinque species.

#### Nota contro nota

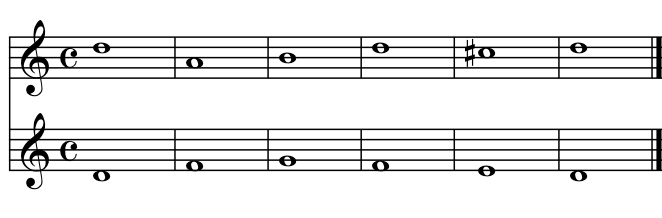
Un esempio di contrappunto di prima specie

#### Due note contro una

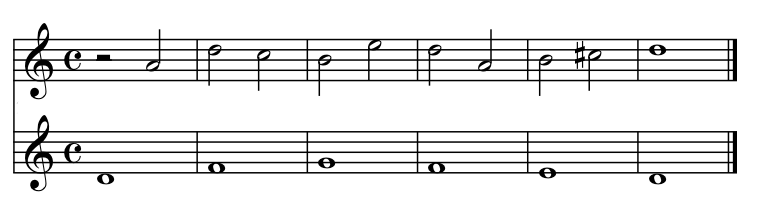
Un esempio di contrappunto di seconda specie

#### Quattro (modificato da altri per comprendere tre, sei, ecc.) note contro una

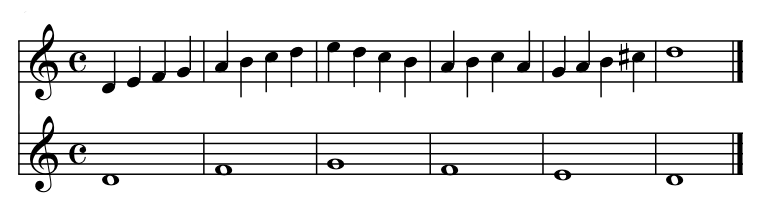
Un esempio di contrappunto di terza specie

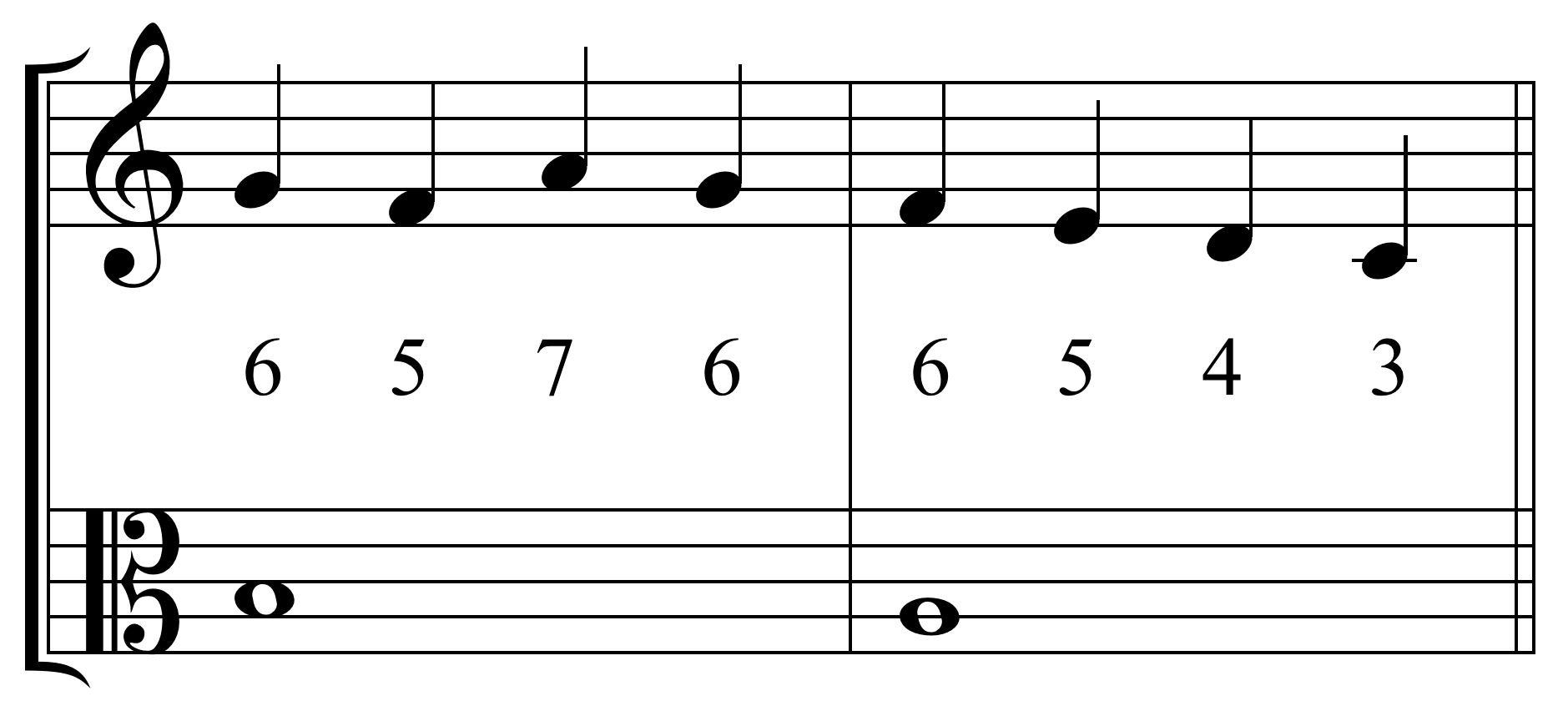
Un esempio di contrappunto di terza specie discendente

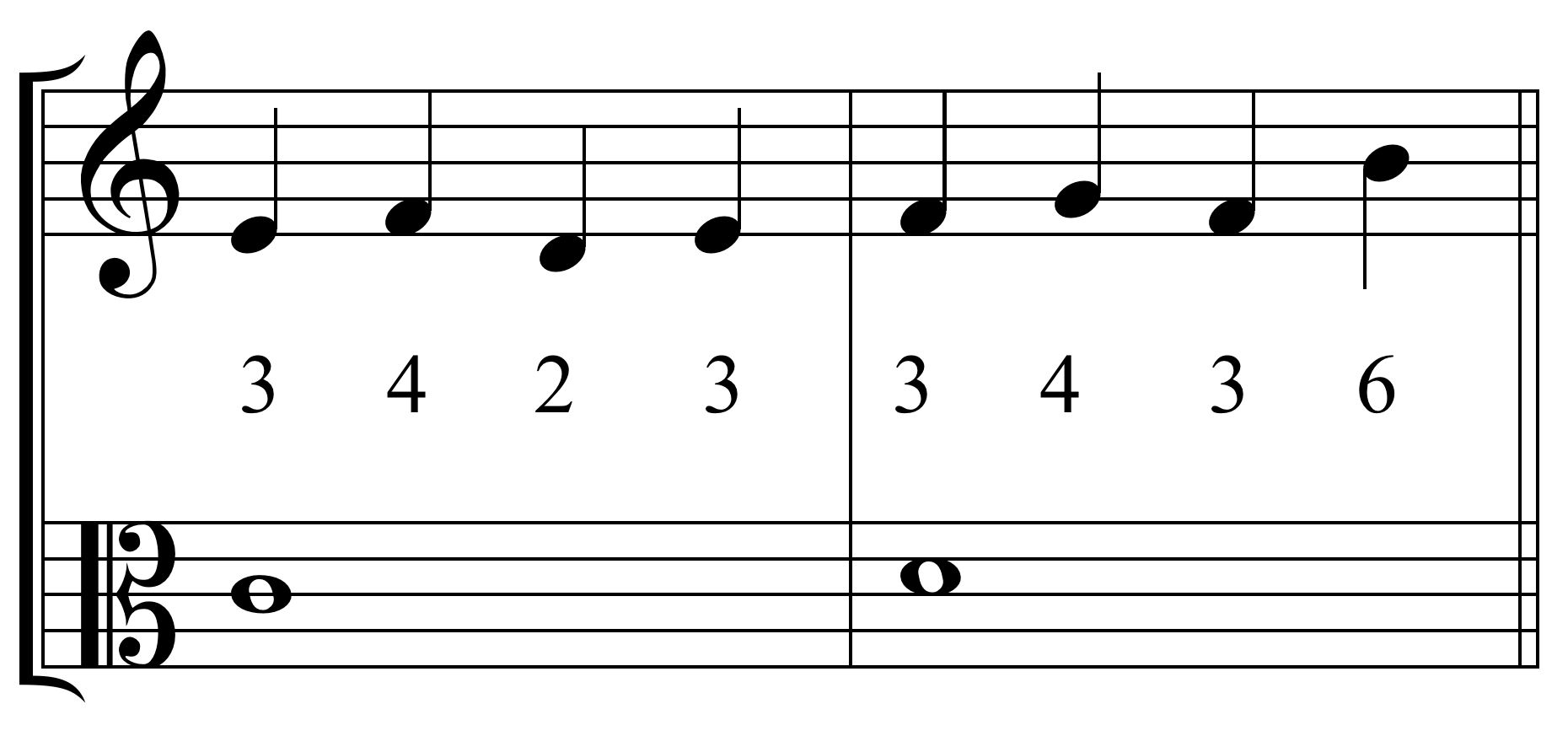
Un esempio di contrappunto di terza specie ascendente.

#### Sincopi

Un esempio di contrappunto di quarta specie

#### Tutte le prime quattro species insieme, in contrappunto florido

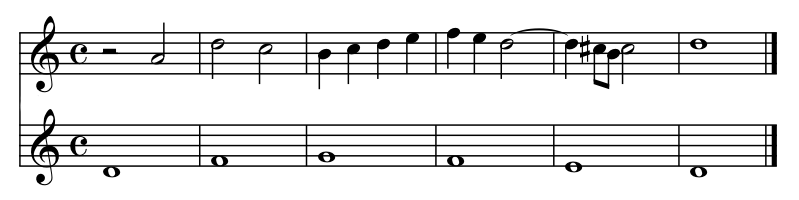
Un esempio di contrappunto florido

### E oltre
Nuove tecniche non solo indussero i teorici della musica a ricercare nuove terminologie, ma anche a reimpostare la teoria su nuove basi. All'epoca del basso continuo il contrappunto intensificò la sua funzione scolastica.
Con la crisi della tonalità e della concezione armonica risalente alla fine dell'Ottocento, si assistette a una ripresa della concezione contrappuntistica. Nel Novecento sia la tecnica seriale sia la tecnica che prevede una molteplicità di suoni isolati, e non ultima la focalizzazione su tutte le dimensioni del suono diedero fiato ad una nuova forma di contrappunto, come ad esempio quella del contrappunto polidimensionale.
Nell'era moderna furono introdotte la politonalità e l'atonalità, che espansero ancora le possibilità del contrappunto.

## Contrappunto libero
Da un punto di vista storico il "contrappunto stretto" fu praticato soprattutto durante il Rinascimento; successivamente, con lo sviluppo dell'armonia, dal periodo Barocco in poi, la maggior parte delle composizioni in contrappunto furono scritte nello spirito del contrappunto libero.
Comunque, secondo Kent Kennan: "... l'insegnamento secondo quella tecnica (del contrappunto libero) non divenne molto diffusa fino alla fine del XIX secolo." (Kent Kennan, Counterpoint, p. 4)
Aspetti principali del contrappunto libero:
1. tutti gli accordi proibiti, come i rivolti di seconda, settima, nona etc., possono essere usati liberamente tramite il principio di armonia;
2. è permesso il cromatismo;
3. le restrizioni sul posizionamento ritmico della dissonanza sono rimosse;
4. l'appoggiatura è consentita: i suoni di dissonanza possono essere raggiunti di salto.

## Contrappunto lineare
Il "contrappunto lineare" è una "tecnica puramente orizzontale nella quale l'integrità delle singole linee melodiche non è sacrificata a considerazioni armoniche. Le voci iniziano più liberamente, noncuranti degli effetti che i loro movimenti combinati possono creare".
Associata con il neoclassicismo, la prima opera a utilizzare il termine è l'ottetto di Stravinsky nel 1923, ispirato da Bach e Palestrina. Comunque, secondo Knud Jeppesen: "I punti di partenza di Bach e Palestrina sono agli antipodi. Palestrina inizia dalla voce e arriva agli accordi; la musica di Bach cresce da uno sfondo idealmente armonico, contro il quale le voci si sviluppano con una coraggiosa indipendenza che lascia spesso senza fiato."
Secondo Michael Cunningham, l'armonia lineare "è un approccio frequente nel XX secolo... [nel quale le voci] sono combinate con un abbandono quasi sconsiderato, nella speranza che ne risultino nuovi accordi o progressioni."

## Contrappunto dissonante
Il "contrappunto dissonante" fu teorizzato originariamente da Charles Seeger come "una disciplina puramente per le scuole" consistente nel contrappunto delle species ma con tutte le regole tradizionali invertite. Il contrappunto di prima specie deve essere tutto dissonanze, stabilendo "la dissonanza, invece della consonanza, come regola" e le consonanze si risolvono di salto. Scrisse che "l'effetto di questa disciplina" è "di purificazione". Altri aspetti della composizione, come il ritmo, possono essere 'dissonantizzati' applicando lo stesso principio (Charles Seeger, On Dissonant Counterpoint, Modern Music 7, n. 4 (giugno-luglio 1930): 25-26).
Seeger non fu il primo a utilizzare il contrappunto dissonante, ma fu il primo a teorizzarlo e promuoverlo. Altri compositori che utilizzarono il contrappunto dissonante, anche se non nella stessa maniera prescritta da Seeger, furono Ruth Crawford-Seeger, Carl Ruggles, Henry Cowell, Henry Brant, Dane Rudhyar, Lou Harrison, Fartein Valen, e Arnold Schönberg.

## Radio a contrappunto
Glenn Gould usò quello che considerò un tipo di contrappunto nei suoi tre documentari radio The Idea of North, The Latecomers, e The Quiet in the Land (Trilogia della Solitudine). Gould chiamò questo metodo contrapuntal radio, usualmente tradotto in italiano con "radio a contrappunto" o meglio "radio contrappuntale". È caratterizzato dalle voci di due o più persone che parlano o suonano simultaneamente, entrando e uscendo dalla scena musicale come in una fuga.